# Kate Tumanova
Katya Tumanova es una actriz y productora de cine, nació en Hungría y se crio en Moscú, Rusia .
Vive en Hollywood, California . Trabaja en televisión y cine tanto en América como en Rusia, los largometrajes más famosos como Tell Her, Convent, Gudbay Amerika; y sus papeles principales en las películas Once Again, American Exorcism, The Demonologist t, Brainstorming y otros proyectos.

## primeros años
Tumanova ingresó a cursos de actuación y participó en producciones. Se mudó a Los Ángeles en 2010. En 2014, recibió su diploma en actuación para cine.

## Educación
Tumanova se graduó de la Universidad Estatal de Moscú con una maestría en sociología y habla ruso e inglés con fluidez.